# Vizovická vrchovina
Vizovická vrchovina je geomorfologický celek na východní Moravě v geomorfologické oblasti Slovensko-moravské Karpaty. Jedná se o reliéf sníženin, pahorkatin a vrchovin z flyšových pískovců a jílovců s nejvyšším vrcholem Klášťov (753 m n. m.)  

## Poloha
Vizovická vrchovina se rozprostírá mezi geomorfologickými celky Bílé Karpaty (jihovýchod) a Dolnomoravský a Hornomoravský úval (západ) a tvoří tak přechod mezi vyššími pohořími a nížinami. Na severu hraničí s Hostýnsko-vsetínskou hornatinou, na severovýchodě hraničí s Javorníky. Z hlediska správního členění patří oblasti do Zlínského a Jihomoravského kraje.

## Dělení
- Fryštácká brázda
- Zlínská vrchovina
- Komonecká hornatina
- Luhačovická vrchovina
- Hlucká pahorkatina

## Vodstvo
Vizovická vrchovina patří do povodí řeky Moravy, jejímiž nejvýznamnějšími přítoky jsou v těchto místech Dřevnice a Olšava

## Fauna a flora
Lesy jsou většinou smíšené s velkým zastoupením dubů, buků, ale ve velké míře je také zastoupen smrk.

## Důležitá centra
- Zlín
- Vizovice
- Uherský Brod
- Luhačovice

## Turistické atrakce
- Obuvnické muzeum ve Zlíně
- zřícenina hradu Starý Světlov
- Vizovický zámek
- lázně Luhačovice
- ZOO Lešná